# Trochofora

Anatomia trochofory:
A – episfera
B – hyposfera
1 – układ nerwowy
2 – aparat apikalny
3 – prototroch
4 – metatroch
5 – nefrydium
6 – otwór odbytowy
7 – protonefrydium
8 – przewód pokarmowy
9 – otwór gębowy
10 – blastocel

Trochofora (trochophora), rzęsokrążek – pelagiczna, zwykle wolno żyjąca larwa wielu pierwoustych, m.in. sikwiaków, szczetnic, wieloszczetów, części mięczaków i segmentowców. Charakteryzuje się obecnością układu wieńców rzęsek. Osiąga rozmiary od kilkudziesięciu do kilkuset μm.
Ciało trochofory jest zbliżone kształtem do dwóch stożków przylegających do siebie podstawami. Na górnym biegunie ciała znajduje się ciemieniowy (apikalny) organ zmysłów z pęczkiem rzęsek, a w pozycji równikowej wieńce rzęsek, za pomocą których larwa pływa – przedgębowy, przechodzący nad otworem ustnym – prototroch, zagębowy metatroch, wentro-kaudalny neurotroch i kaudalny telotroch. Wewnątrz larwy znajduje się drożny, łukowato wygięty układ pokarmowy, zawiązki układu nerwowego (główny pień nerwowy i odchodzące od niego szeregi nerwów promienistych), protonefrydium i komórki pramezodermalne będące zawiązkiem mezodermy.
Berthold Hatschek wysunął hipotezę (tzw. teoria trochoforowa), że w organizacji trochofory zachowały się cechy wspólnych przodków wszystkich organizmów zaliczanych do wtórnojamowców (Coelomata).

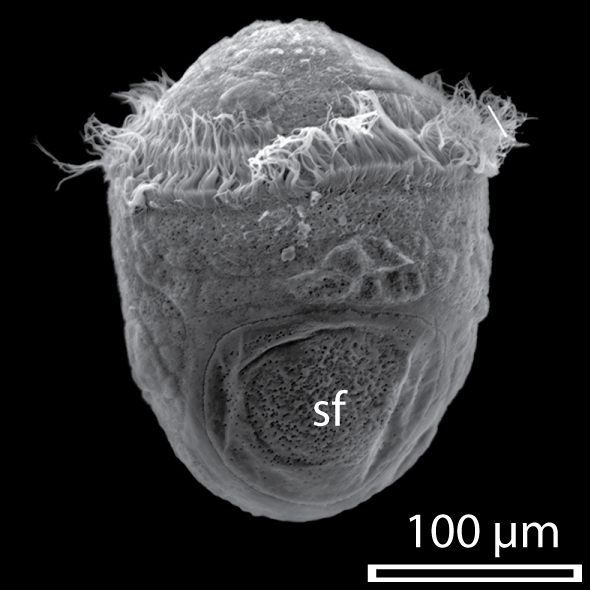
Trochofora ślimaka Haliotis asinina